# Wild mouse

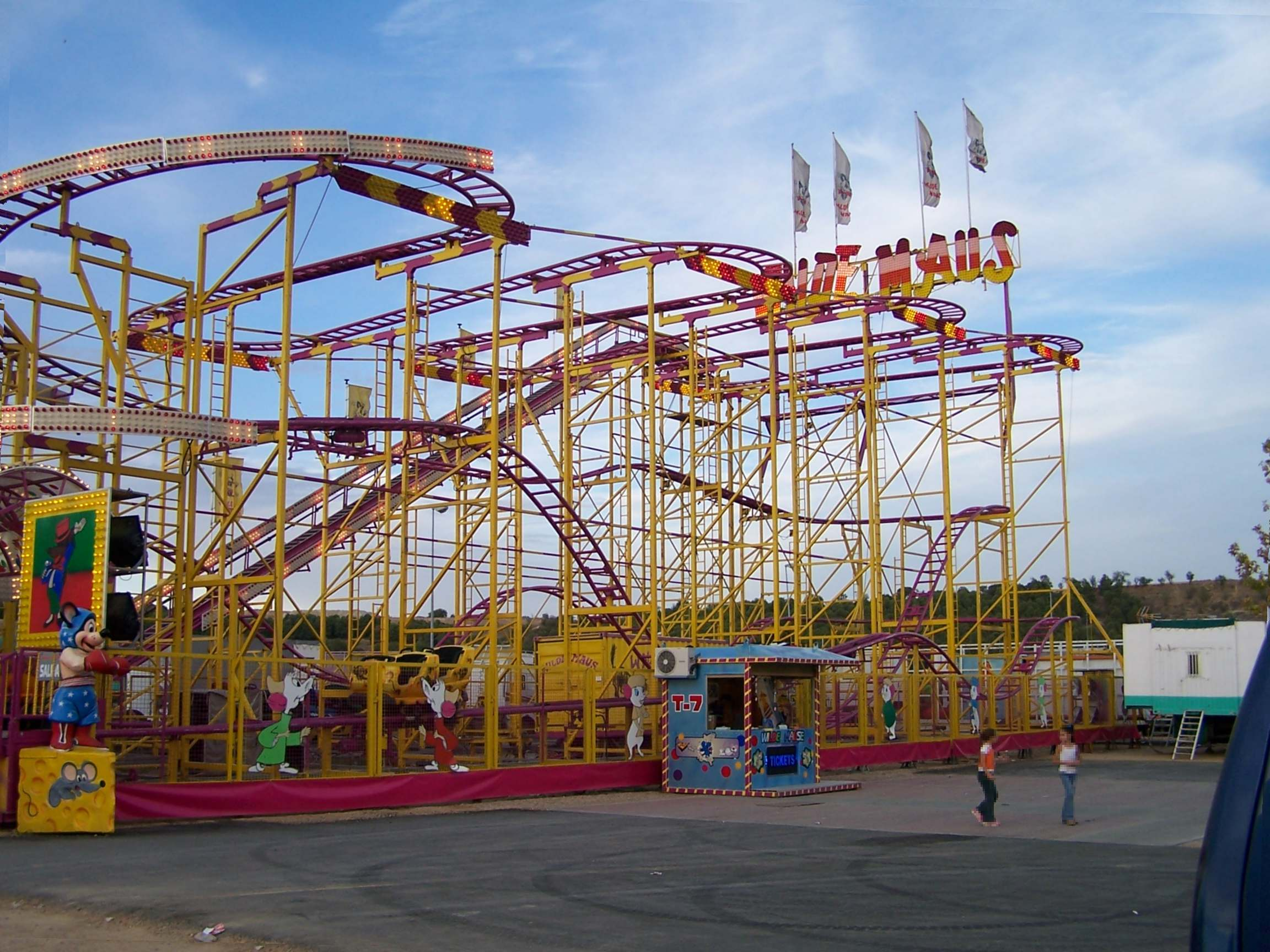
La montaña rusa Wilde Mouse.

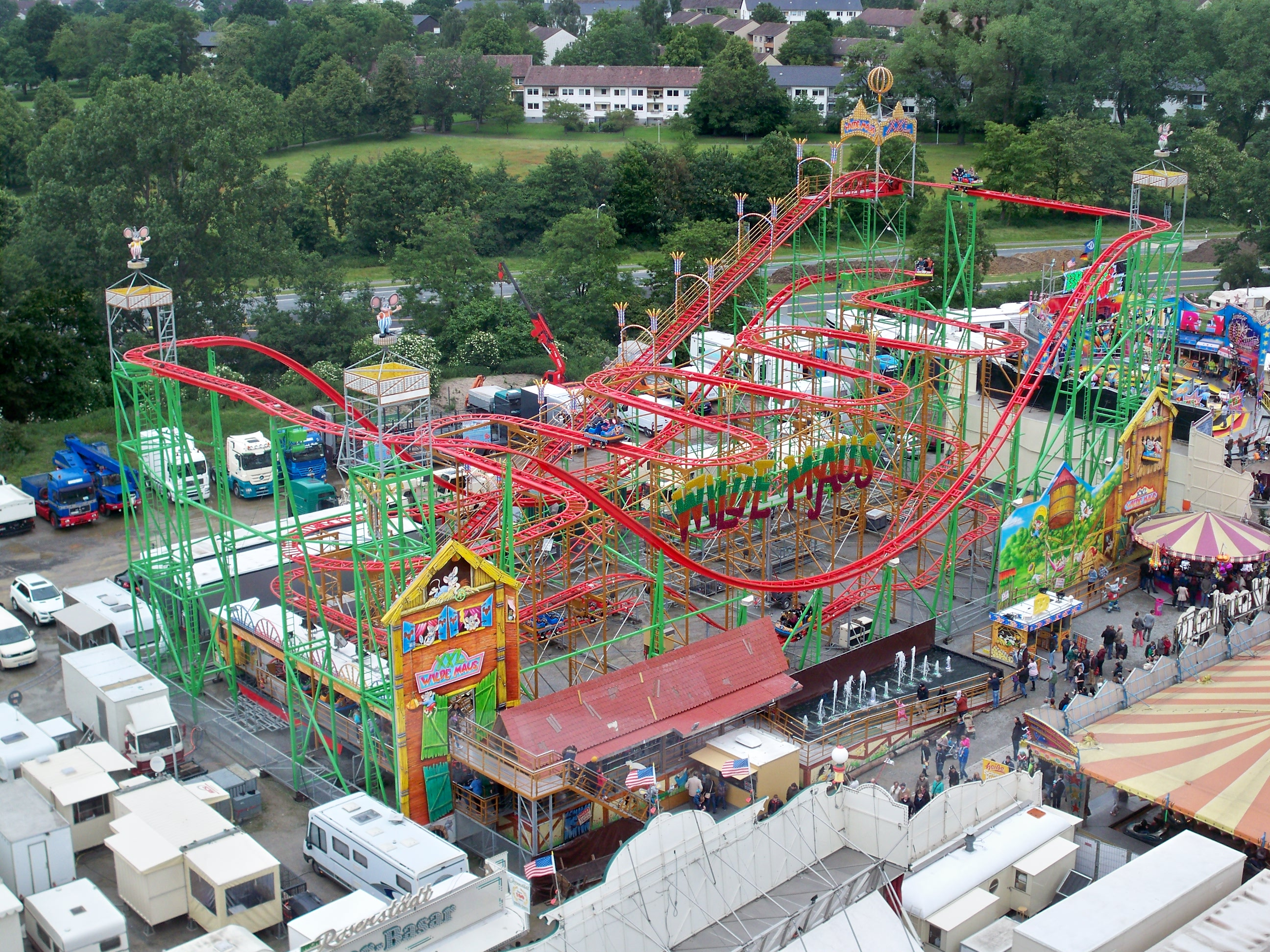
En algunas ferias es conocida como Wilde Maus, que significa "ratón salvaje" en alemán

Una wild mouse ("ratón salvaje") es una montaña rusa que se caracteriza porque su recorrido está compuesto por rectas seguidas de fuertes curvas.
Sus trenes son de un solo coche, con cuatro personas de capacidad, y su arnés suele ser solo sobre las piernas. El recorrido consiste fundamentalmente en tramos rectos de unos 10 metros, seguidos de curvas muy cerradas y salvajes (de ahí lo de "salvaje"), que producen elevadas fuerzas G laterales; el recorrido se suele realizar en forma aproximada de zig-zag y las curvas suelen ser de 90°; también suele incluir alguna bajada e incluso algún rizo. El recorrido suele ser de unos 400 metros y unos 15 metros de altura, aunque las hay algo más grandes, sobre todo si no son ambulantes. Para controlar la velocidad, el recorrido suele tener numerosos frenos intermedios. Este tipo de montaña rusa podemos encontrarlo tanto en parques temáticos, como de atracciones y en ferias, ya que suelen ser de pequeño tamaño, y a veces desmontables y transportables. Son perfectamente indicadas para niños, pero no por ello defraudan a las personas de más edad, y por eso es muy popular en las ferias, ya que son para todos los públicos. La primera data aproximadamente de 1930. 
A veces son giratorias, ya que permiten el giro del coche en un eje vertical respecto a la vía, giro que se activa en una parte determinada del recorrido. También pueden llevar tematización en el recorrido y los coches. La vía suele ser dos raíles, que a su vez forman la estructura, y esta montaña rusa solo puede ser construida en acero.